# Gary Bergman
Gary Gunnar Bergman (Kanada, Ontario, Kenora, 1938. október 7. – USA, Michigan, Rochester, 2000. december 8.) profi jégkorongozó.

## Karrier
Komolyabb junior karrierjét a Winnipeg Bravesben kezdte 1957-ben az MJHL-ben, de még abban az évben felkerült a WHL-es Winnipeg Warriors mindössze két mérkőzésre. 1958–1959-ben a Winnipeg Bravesben folytatta a játékot és a szezon végén megnyerték a Memorial-kupát. A következő szezonban ismét felkerült a Winnipeg Warriors már 58 mérkőzésre. Felnőtt karrierjét az AHL-es Buffalo Bisonsban kezdte 1960-ban. 1964-ig játszott az AHL-ben (Cleveland Barons, Quebec Aces, Springfield Indians), mire végre játszhatott a National Hockey League-ben. 1964–1965-ben a Detroit Red Wingshez került, ahol 1974-ig játszott. Legjobb idényeiben 13 gólt lőtt és 41 pontot szerzett valamint +45-ös mutatója volt. 1966-ban játszott a Stanley-kupa döntőjében, ahol hat meccsen kaptak ki a Montréal Canadienstől. Ebben az évben leküldték a Memphis Wingsbe, mely CPHL-es csapat volt. 1972-ben játszott az 1972-es Summit Seriesen, ami az első csúcstalálkozó volt a legerősebb kanadai és szovjet válogatott között. Mind a nyolc mérkőzésen játszott és három asszisztot jegyzett. Az 1973-as szezon közben átkerült a Minnesota North Starshoz, majd a következő szezonban visszakerült a Detroit Red Wingshez. Utolsó szezonjában a Kansas City Scoutsban játszott 1975–1976-ban. 2000 végén hunyt el hosszú küzdelem után rákban.

## Díjai
- Abbott-kupa: 1959
- Turnbull-kupa: 1959
- Memorial-kupa: 1959
- NHL All-Star Gála: 1973
- Canada's Sports Hall of Fame tiszteletbeli tagja
- Manitoba Hockey Hall of Fame tiszteletbeli tagja